# Васильев (Белгородская область)
Васильев — хутор в Прохоровском районе Белгородской области. Входит в состав Подолешенского сельского поселения.

## География
Находится в северной части Белгородской области, в лесостепной зоне, в пределах юго-западного склона Среднерусской возвышенности, к западу от реки Северский Донец, на расстоянии примерно 11 километров (по прямой) к юго-востоку от Прохоровки, административного центра района. Абсолютная высота — 226 метров над уровнем моря.

### Климат
Климат характеризуется как умеренно континентальный, с относительно мягкой зимой и тёплым продолжительным летом. Среднегодовая температура воздуха — 5,4 °C. Средняя температура воздуха самого холодного месяца (января) — −9,2 °C; самого тёплого месяца (июля) — 16,4 — 24,3 °C. Безморозный период длится в среднем 155—160 дней. Годовое количество атмосферных осадков — 527—595 мм, из которых большая часть выпадает в тёплый период.

## История
Хутор был основан в 1922-1923 годах помещиком Жибурь(Жибуль). Проживающая в Прохоровке Пелагея Васильевна Кулабухова (ныне Кононенко) - дочь одного из основателей и первых поселенцев.  Василий Яковлевич Кулабухов и его братья Иван и Андрей были первыми жителями хутора, переселились в него из села Подольхи со своими семьями. За ними вслед стали переезжать и другие семьи. Название хутор несет в честь первопоселенца Василия.
В 1932 году хутор  входил в Гнездиловский сельсовет, в нем проживало 167 жителей. В 1950-е годы хутор переходит в административное управление Подолешенского сельсовета Прохоровского района. В 1979 году здесь проживало всего 39 человек, а к 1989 году численность сократилась до 17.
Жители окрестных сел и деревень называют этот хутор - Васильевский рай из-за его уединенности, красиво окаймленной территории хутора лесом в виде подковки, цветущих лугов вокруг. Имеется всего одна улица, в центре которой бьют родники. Часть домов заброшена. Вокруг  посадки тополей и рощи из сосен, поблизости видны белые склоны меловых гор, под ними родники.

### Часовой пояс
Хутор Васильев как и вся Белгородская область, находится в часовой зоне МСК (московское время). Смещение применяемого времени относительно UTC составляет +3:00.

## Население
| 2002 | 2010 |
| ---- | ---- |
| 16   | ↗30  |

### Половой состав
По данным Всероссийской переписи населения 2010 года в гендерной структуре населения мужчины составляли 46,7 %, женщины — соответственно 53,3 %.

### Национальный состав
Согласно результатам переписи 2002 года, в национальной структуре населения русские составляли 94 %.